# 凹鰭草䲁
凹鰭草䲁（學名：Clinus spatulatus），為輻鰭魚綱䲁形目胎䲁科草䲁屬的一個種，被IUCN列為瀕危保育類動物，分布於東南大西洋南非開普省西南部的博特河和克萊因蒙德河口半鹹水域，本魚身體略扁，頭部相對較小，鼻子呈楔形，輪廓角鈍，體有7條棕色不規則橫條紋，邊緣為虹彩藍色，背鰭硬棘32-35枚、背鰭軟條6-8枚、臀鰭硬棘2枚、臀鰭軟條23-25枚，體長可達17.5公分，棲息在河口區水草生長茂密的水域，雌魚產附著性卵，雄魚會守護卵，幼魚為浮游性，生活習性不明。